# Monachaster sanderi
Monachaster sanderi is een zeester uit de familie Oreasteridae.
De wetenschappelijke naam van de soort werd in 1892 gepubliceerd door Meissner.